# شهرستان چیچون
شهرستان چیچون (به لاتین: Qichun County) یک منطقهٔ مسکونی در چین است که در هوانگانگ واقع شده‌است.